# 大沢ケンジ
大沢 ケンジ（おおさわ ケンジ、1976年11月4日 - ）は、日本の男性元総合格闘家、解説者。東京都武蔵村山市出身。和術慧舟會HEARTS主宰。

## 来歴
中学時代は野球を経験。高校時代にジムに通いボクシングを経験するも、視力が悪かったため卒業後は格闘技から離れた。2000年にPRIDE GRANDPRIX 2000 決勝戦 桜庭和志vsホイス・グレイシーを見たのがきっかけで総合格闘技に興味を持つ。2002年にアマ修斗の東日本大会、全日本大会のフェザー級（-60kg）で優勝した。
2003年にDEMOLITIONでプロデビュー。修斗新人王トーナメントに出場するも、準決勝で三上洋平に敗れた。
2006年7月21日、修斗世界フェザー級（-60kg）王座決定戦で外薗晶敏と対戦し、0-3の判定負けを喫し王座獲得に失敗した。

### WEC
2008年3月26日、WEC初出場となったWEC 33でクリス・マニュエルと対戦し、1-1の判定で引き分けた。
2008年8月3日、WEC 35でスコット・ヨルゲンセンと対戦し、0-3の判定負け。
2009年3月1日、WEC 39でハファエル・ヒベイロと対戦、2-1の判定勝ちでWEC初勝利を収めた。8月9日、WEC 42ではハニ・ヤヒーラとの対戦が決定していたが、左足骨折のため欠場した。11月18日、8か月ぶりの復帰戦となったWEC 44でアントニオ・バヌエロスと対戦し、0-3の判定負け。WEC戦績1勝2敗1分けとなり、WECからリリースされた。

### DREAM
2010年5月29日、DREAM初出場となったDREAM.14で前田吉朗と対戦し、2-1の判定勝ち。
2010年11月9日、東京都渋谷区代々木に自身のジム「和術慧舟會HEARTS」を設立した。
2011年5月29日、DREAM　JAPAN GPのバンタム級日本トーナメント1回戦で大塚隆史と対戦し、2-1の判定勝ち。準決勝で今成正和と対戦し、アキレス腱固めで一本負け。
2011年7月16日、DREAM JAPAN GP FINALの3位決定戦で藤原敬典と対戦し、3-0の判定勝ち。当初は山本篤と対戦予定だったが、網膜剥離の疑いで欠場したため対戦相手が変更された。
2011年8月5日　DREAM.17で行われるバンタム級世界トーナメントに出場予定だったが練習中に脛骨を骨折し欠場を発表。
2014年4月29日、DEEP初出場となったDEEP 66 IMPACTのバンタム級王座決定戦で大塚隆史と再戦し、0-5の判定負けを喫し王座獲得に失敗。試合後に引退を表明した。
現役引退後は吉本興業に所属。ABEMAやテレビなどで格闘技中継の解説も務めている。

## 戦績

### プロ総合格闘技
| 総合格闘技 戦績 | 総合格闘技 戦績 | 総合格闘技 戦績 | 総合格闘技 戦績 | 総合格闘技 戦績 | 総合格闘技 戦績 | 総合格闘技 戦績 |
| --------------- | --------------- | --------------- | --------------- | --------------- | --------------- | --------------- |
| 33 試合         | (T)KO           | 一本            | 判定            | その他          | 引き分け        | 無効試合        |
| 20 勝           | 4               | 2               | 14              | 0               | 2               | 0               |
| 11 敗           | 1               | 2               | 8               | 0               | 2               | 0               |

| 勝敗 | 対戦相手               | 試合結果                   | 大会名                                                                                               | 開催年月日     |
| ×    | 大塚隆史               | 5分3R終了 判定0-5          | DEEP 66 IMPACT 【DEEPバンタム級王座決定戦】                                                          | 2014年4月29日  |
| ○    | 赤尾セイジ             | 5分3R終了 判定2-1          | TRIBE TOKYO FIGHT 〜長南亮引退興行〜                                                                 | 2013年10月20日 |
| ○    | リオン武               | 5分3R終了 判定3-0          | VTJ 1st                                                                                              | 2012年12月24日 |
| ○    | 藤原敬典               | 2R（10分/5分）終了 判定3-0 | DREAM JAPAN GP FINAL -2011バンタム級日本トーナメント決勝戦- 【バンタム級日本トーナメント 3位決定戦】 | 2011年7月16日  |
| ×    | 今成正和               | 2R 0:58 アキレス腱固め     | DREAM JAPAN GP -2011バンタム級日本トーナメント- 【バンタム級日本トーナメント 準決勝】                | 2011年5月29日  |
| ○    | 大塚隆史               | 2R（10分/5分）終了 判定2-1 | DREAM JAPAN GP -2011バンタム級日本トーナメント- 【バンタム級日本トーナメント 1回戦】                 | 2011年5月29日  |
| ○    | 前田吉朗               | 5分3R終了 判定2-1          | DREAM.14                                                                                             | 2010年5月29日  |
| ×    | アントニオ・バヌエロス | 5分3R終了 判定0-3          | WEC 44: Brown vs. Aldo                                                                               | 2009年11月18日 |
| ○    | ハファエル・ヒベイロ   | 5分3R終了 判定2-1          | WEC 39: Brown vs. Garcia                                                                             | 2009年3月1日   |
| ○    | 宮下トモヤ             | 5分3R終了 判定3-0          | CAGE FORCE EX -eastern bound-                                                                        | 2008年11月8日  |
| ×    | スコット・ヨルゲンセン | 5分3R終了 判定0-3          | WEC 35: Condit vs. Miura                                                                             | 2008年8月3日   |
| △    | クリス・マニュエル     | 5分3R終了 判定1-1          | WEC 33: Marshall vs. Stann                                                                           | 2008年3月26日  |
| ○    | パンチィー山内         | 5分2R終了 判定3-0          | CAGE FORCE 05                                                                                        | 2007年12月1日  |
| ×    | ダニエル・リマ         | 5分3R終了 判定1-2          | 修斗 BACK TO OUR ROOTS 05                                                                            | 2007年9月22日  |
| ×    | マルコ・ロウロ         | 5分3R終了 判定0-2          | 修斗 BACK TO OUR ROOTS 03                                                                            | 2007年5月18日  |
| ○    | 水垣偉弥               | 2R 0:59 TKO（膝蹴り）      | 修斗                                                                                                 | 2006年11月10日 |
| ×    | 外薗晶敏               | 5分3R終了 判定0-3          | 修斗 【修斗世界フェザー級王座決定戦】                                                                | 2006年7月21日  |
| ○    | 植松直哉               | 5分3R終了 判定2-0          | 修斗 SHOOTO The Victory of the Truth                                                                 | 2006年2月17日  |
| ×    | DJ.taiki               | 5分2R終了 判定0-3          | D.O.G. IV                                                                                            | 2005年12月11日 |
| △    | ダニエル・リマ         | 5分3R終了 判定1-0          | 修斗                                                                                                 | 2005年11月6日  |
| ○    | 秋本じん               | 5分2R終了 判定2-0          | 修斗                                                                                                 | 2005年5月4日   |
| ○    | 築城実                 | 3R 0:22 KO（膝蹴り）       | D.O.G. I                                                                                             | 2005年3月12日  |
| ○    | 小塚誠司               | 5分2R終了 判定3-0          | 修斗 WANNA SHOOTO 2004                                                                               | 2004年11月12日 |
| ○    | 梅村寛                 | 5分2R終了 判定3-0          | 修斗 SHOOTO GIG CENTRAL Vol.6                                                                        | 2004年9月12日  |
| ×    | 田澤聡                 | 1R 2:33 TKO（カット）      | 修斗 下北沢修斗劇場 第9弾 〜青春の門 鍛錬編〜                                                        | 2004年7月4日   |
| ×    | 外薗晶敏               | 1R 1:05 スリーパーホールド | 修斗 下北沢修斗劇場 第8弾 〜熱中時代 稽古編〜                                                        | 2004年4月16日  |
| ○    | 西哲也                 | 1R 4:45 TKO（パウンド）    | DEMOLITION atom                                                                                      | 2004年3月14日  |
| ○    | 田中寛之               | 5分2R終了 判定3-0          | 修斗                                                                                                 | 2004年1月24日  |
| ○    | アウグスト・フロタ     | 2R 4:24 肩固め             | 修斗 WANNA SHOOTO 2003                                                                               | 2003年11月3日  |
| ×    | 三上洋平               | 5分2R終了 判定0-3          | 修斗 【新人王トーナメント フェザー級 準決勝】                                                        | 2003年9月5日   |
| ○    | 晝間貴雅               | 5分2R終了 判定3-0          | DEMOLITION                                                                                           | 2003年6月29日  |
| ○    | 加納学                 | 2R 3:21 スリーパーホールド | 修斗 【新人王トーナメント フェザー級 1回戦】                                                         | 2003年3月18日  |
| ○    | 佐藤公紀               | 2R 1:46 TKO（膝蹴り）      | DEMOLITION                                                                                           | 2003年2月9日   |

### アマチュア総合格闘技
| 勝敗 | 対戦相手 | 試合結果            | 大会名                                               | 開催年月日    |
| ×    | 横山宜行 | 4分1R終了 判定21-24 | 第8回全日本アマチュア修斗選手権 【フェザー級 2回戦】 | 2001年9月24日 |
| ○    | 若杉成次 | 4分1R終了 判定25-19 | 第8回全日本アマチュア修斗選手権 【フェザー級 1回戦】 | 2001年9月24日 |

### ブラジリアン柔術
| 勝敗 | 対戦相手   | 試合結果                    | 大会名                                                                     | 開催年月日     |
| ×    | 佐藤ルミナ | 1:56 ラペラチョーク         | 修斗杯柔術選手権2019 関東 スーパーファイト【マスター3茶帯フェザー級 5分】  | 2019年7月6日   |
| ×    | 杉本孝     | 判定 2-2 アドバンテージ 0-1 | PANCRASE JIU-JITSU CUP 2018 スーパーファイト【アダルト茶帯フェザー級 8分】 | 2018年12月16日 |

## 獲得タイトル
- 第1回東日本アマチュア修斗選手権 フェザー級 3位（2001年）
- 第2回東日本アマチュア修斗選手権 フェザー級 優勝（2002年）
- 第9回全日本アマチュア修斗選手権 フェザー級 優勝（2002年）